# Coira
Coira o Chur (alemany Chur, italià Coira, romanx Cuira o Cuera, francès Coire) és una ciutat suïssa, capital del cantó dels Grisons.
Està situada a la regió de Plessur. Limita al nord amb els municipis de Haldenstein i Trimmis, a l'est amb Maladers, al sud amb Churwalden i Malix, i a l'oest amb Domat/Ems i Felsberg. Té una població de 38.129 habitants permanents (a finals del 2022). Les llengües parlades son: alemany, italià i romanx.

## Història
Coira és una de les ciutats més antigues de Suïssa. La ciutat ja fou habitada temporalment per caçadors i recol·lectors del Paleolític. Així mateix, es poden trobar restes d'assentaments permanents de l'edat de bronze i de ferro. En temps romans, on rebé el nom de Curia Rhaetorum, va pertànyer a la província de Rècia. En temps de Dioclecià, quan Rècia va ésser dividida en dues províncies, va arribar a ser la capital de Rhaetia prima.
La primera menció de Coira és com a seu del Bisbat de Chur, la qual es remunta al 451.
El 1803 esdevé la capital del nou cantó de Grisons i el 1820 seu permanent del parlament.

## Fills il·lustres
- Valentin Alfred Heuss (1877-1934), musicòleg i compositor musical.[12]
- H.R. Giger (1940 - 2014), dissenyador gràfic, pintor i escultor.[13]
- Josias Braun Blanquet (1884 - 1980), fitosociòleg i botànic.